# Satank, la freccia che uccide
Satank, la freccia che uccide (Santa Fe Passage) è un film del 1955 diretto da William Witney.
È un western statunitense con John Payne, Faith Domergue, Rod Cameron e Slim Pickens. È basato sul racconto breve del 1952 Santa Fe Passage di Clay Fisher.

## Produzione
Il film, diretto da William Witney su una sceneggiatura di Lillie Hayward e un soggetto di Heck Allen, fu prodotto da Sidney Picker per la Republic Pictures e girato, tra le location, a St. George, Utah, dal 4 ottobre a fine ottobre 1954.

## Distribuzione
Il film fu distribuito con il titolo Santa Fe Passage negli Stati Uniti dal 12 maggio 1955 al cinema dalla Republic Pictures.
Altre distribuzioni:
- in Francia il 28 giugno 1955 (Le passage de Santa Fé)
- in Giappone il 19 luglio 1955
- in Svezia il 16 gennaio 1956 (Djävulsdalen)
- in Belgio il 13 aprile 1956 (Le passage de Santa Fé) (Santa Fe passage)
- in Danimarca il 16 aprile 1956 (Det store indianeroverfald)
- in Finlandia il 4 maggio 1956 (Urhoollisten sola)
- in Portogallo il 14 maggio 1956 (Massacre Traiçoeiro)
- in Francia il 25 maggio 1956 (Paris)
- in Germania Ovest il 17 luglio 1956 (Die Mestizin von Santa Fe)
- in Austria nel 1957 (Die Mestizin von Santa Fe)
- in Brasile (Massacre Traiçoeiro)
- in Spagna (Senderos de violencia)
- in Grecia (Oi sfaires skepasan ton ilio)
- in Italia (Satank, la freccia che uccide)
- nei Paesi Bassi (Karavaan der verdoemden)